# (4674) Pauling
(4674) Pauling ist ein Asteroid des Hauptgürtels, der am 2. Mai 1989 von der US-amerikanischen Astronomin Eleanor Helin am Palomar-Observatorium (IAU-Code 675) in Kalifornien entdeckt wurde.
Im März 2004 entdeckten Astronomen der Europäischen Südsternwarte (ESO), dass der Asteroid einen natürlichen Satelliten besitzt. Dieser Mond mit der Bezeichnung S/2004 (4674) 1 besitzt einen Durchmesser von circa 2,5 km und umläuft Pauling in einer Entfernung von 250 km.
Der Himmelskörper ist nach dem US-amerikanischen Chemiker Linus Pauling (1901–1994) benannt, der 1954 den Nobelpreis für Chemie sowie 1963 den Friedensnobelpreis für 1962 verliehen bekam.